# Caspi Corral
Caspi Corral (del quechua "corral de palos") es una localidad argentina ubicada en el departamento Figueroa de la provincia de Santiago del Estero. Se encuentra sobre la ruta provincial 5,3 kilómetros al este del cauce principal del río Salado y 6 kilómetros al oeste de La Invernada.
La ley N.º 7104 sancionada el 4 de diciembre de 2012 dispuso agregar el nombre San Antonio a la comisión municipal, que pasó a llamarse Caspi Corral-San Antonio.
La localidad es el punto de partida para acceder al área natural Bañados de Figueroa, ubicado 21 km al norte de la misma. Es un área agrícola bajo riego con agua del río Salado. Los principales cultivos son algodón, maíz, tomate y cebolla. En 2009 se encontraban en construcción la iluminación de la Ruta 5, un salón de usos múltiples y una planta potabilizadora de agua.

## Población
Cuenta con 251 habitantes (Indec, 2010), lo que representa un descenso del 5,28% frente a los 265 habitantes (Indec, 2001) del censo anterior.
| Gráfica de evolución demográfica de Caspi Corral entre 1991 y 2010 |
|                                                                    |
| Fuente: Censos nacionales del INDEC                                |